# ناتان هارت
ناتان هارت (انگلیسی: Nathan Hart؛ زادهٔ ۴ مارس ۱۹۹۳) دوچرخه‌سوار اهل استرالیا است.
وی در مسابقات کشوری و بین‌المللی در مجموع برندهٔ ۲ مدال برنز شده‌است.